# Formica microgyna
Formica microgyna es una especie de hormiga del género Formica, familia Formicidae. Fue descrita científicamente por Wheeler en 1903.
Se distribuye por Canadá, México y los Estados Unidos. Se ha encontrado a elevaciones de hasta 3090 metros. Vive en microhábitats como rocas, piedras, troncos y nidos.